# 金经昌
金经昌（1910年—2000年），笔名金石声，男，江西婺源人，生于湖北武昌，中国城市规划学家、摄影家，曾任中国摄影学会常务理事。